# Schoenfels
Schoenfels (luxembourgeois : Schëndels, Allemand : Schönfels) est une section de la commune luxembourgeoise de Mersch située dans le canton de Mersch.